# Andenne
Andenne là một đô thị tọa lạc ở vùng Wallonia, tỉnh Namur. Tại thời điểm ngày 1 tháng 1 năm 2006,  Andenne có dân số 25,240 người. Tổng diện tích là 86,17 km² với mật độ dân số là 292 người trên mỗi km². Thành phố này nằm cả hai bên bờ sông Meuse. Các làng giáp ranh Andenne gồm: Bonneville - Coutisse - Landenne - Maizeret - Namêche -
Sclayn - Seilles - Thon-Samson - Vezin.

## Hình ảnh

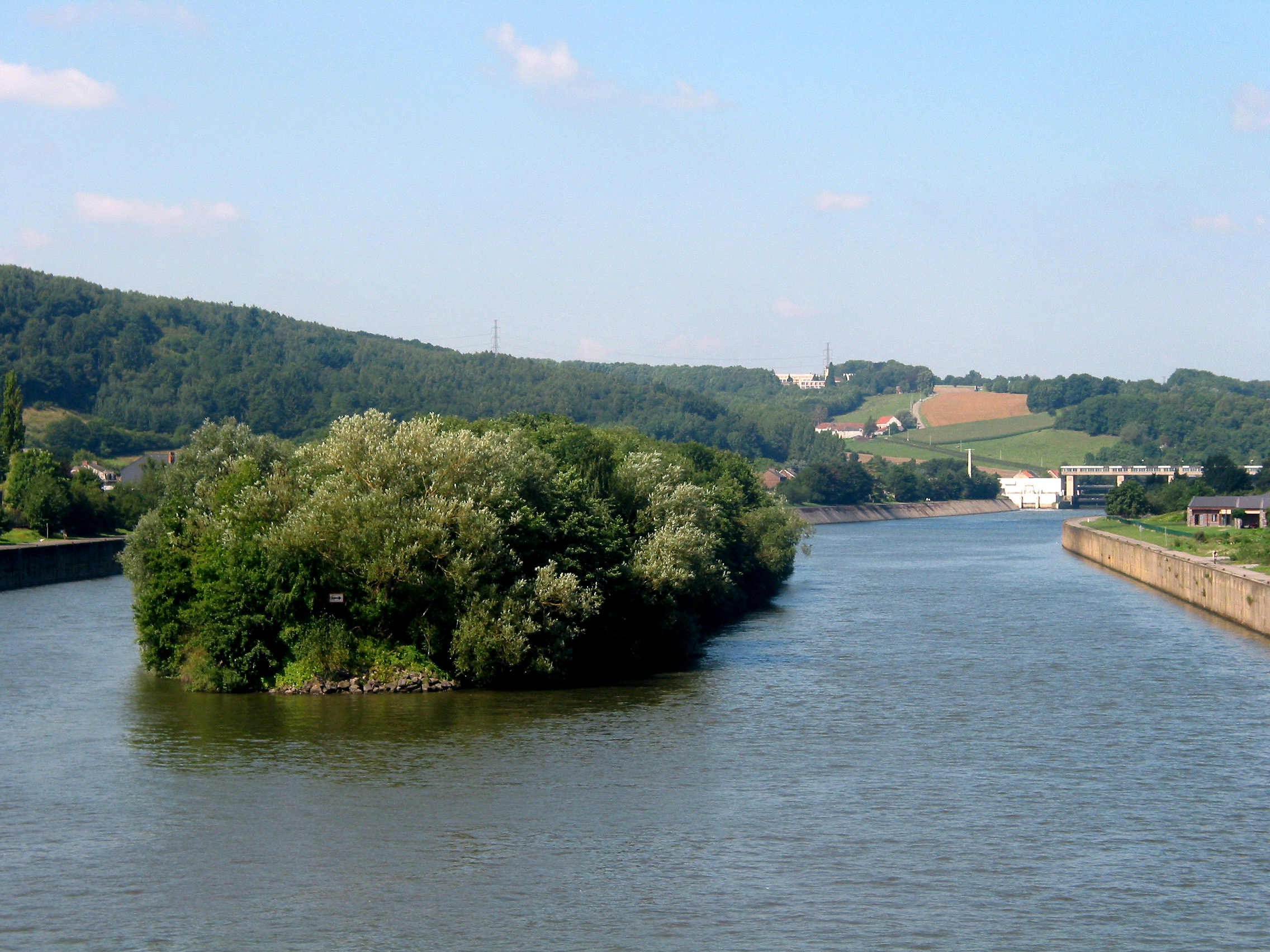
Sông Meuse.
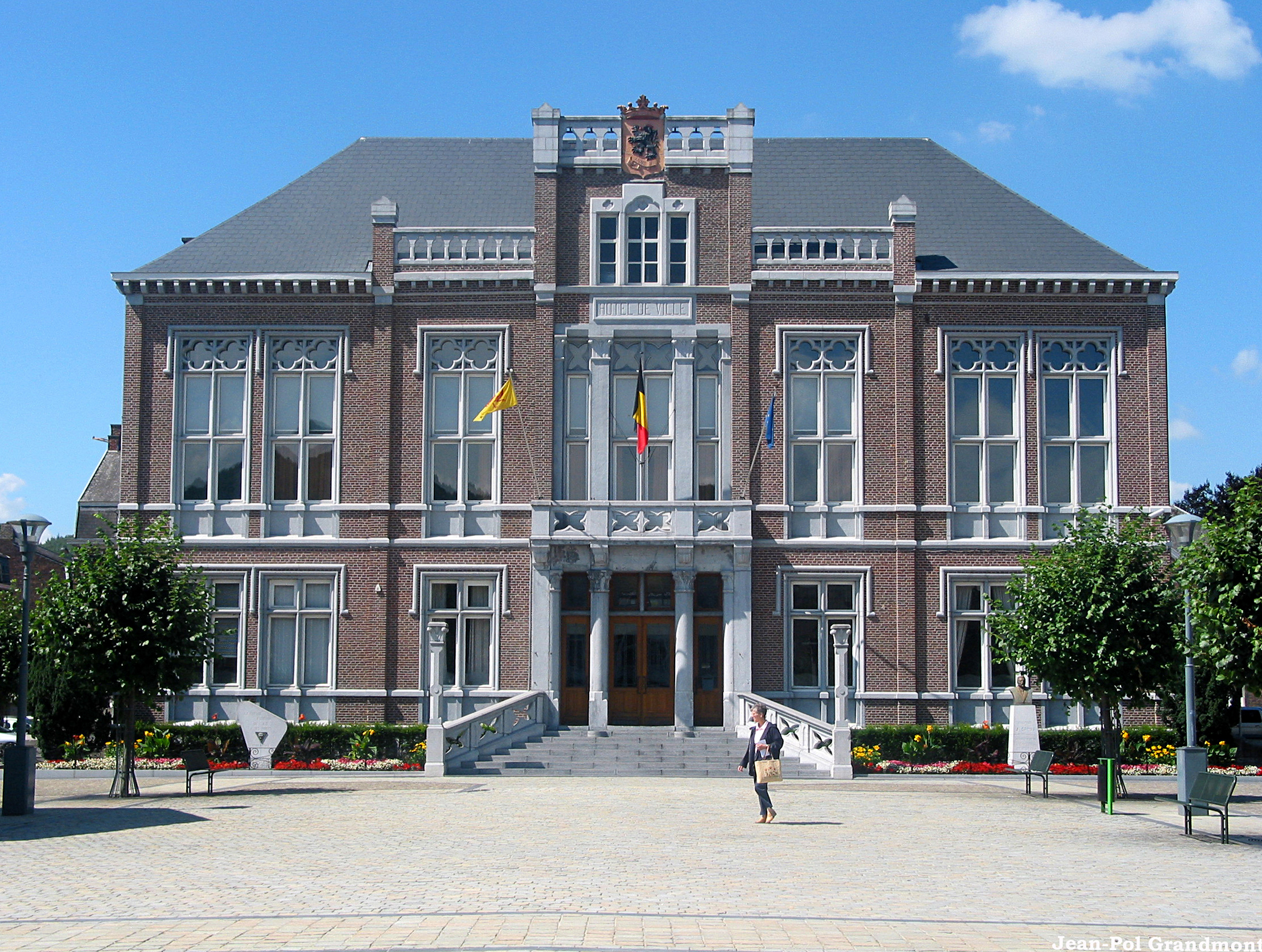
Tòa thị chính.
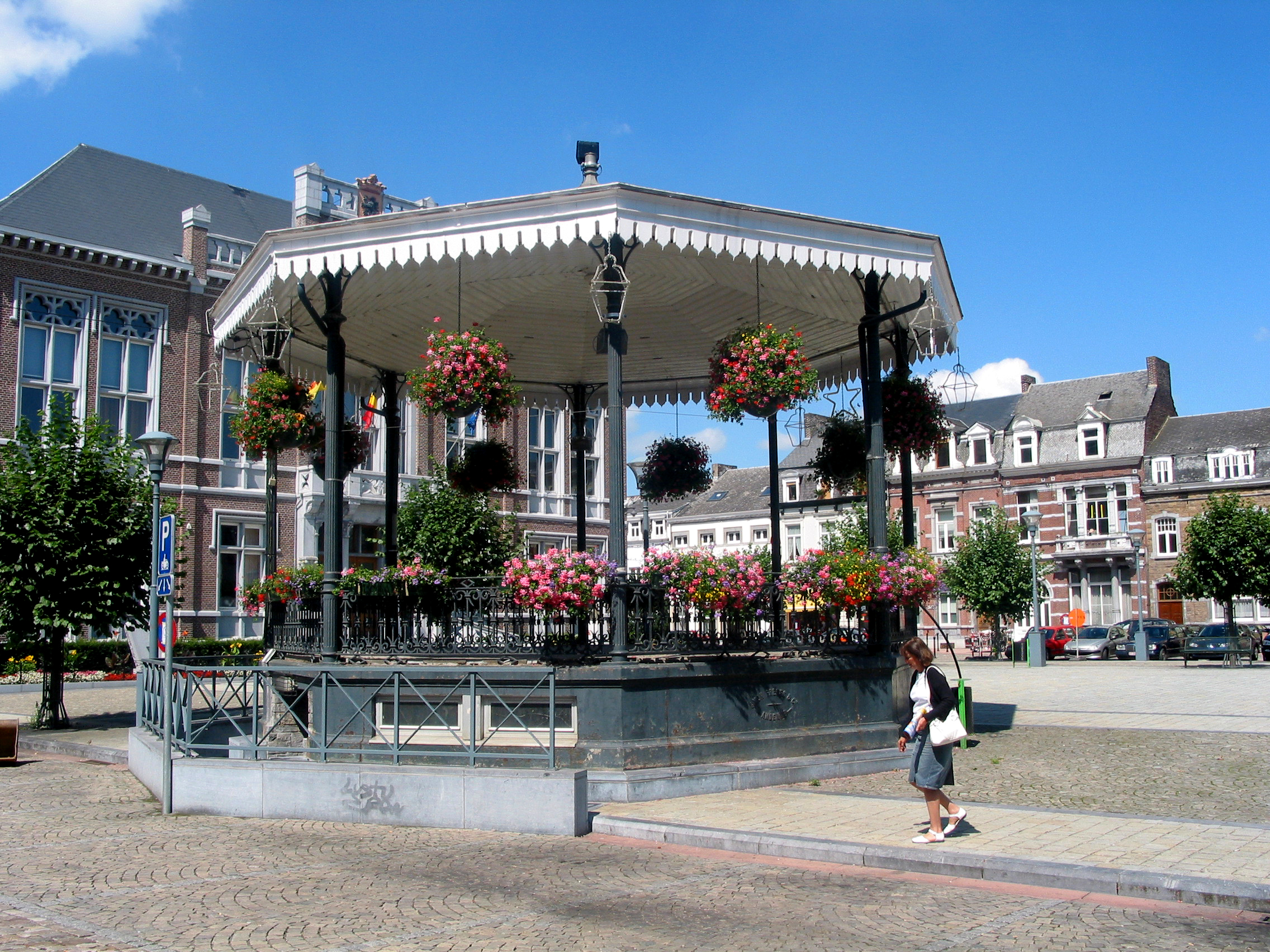
Cung điện Tilleuls - kiosk (1879).
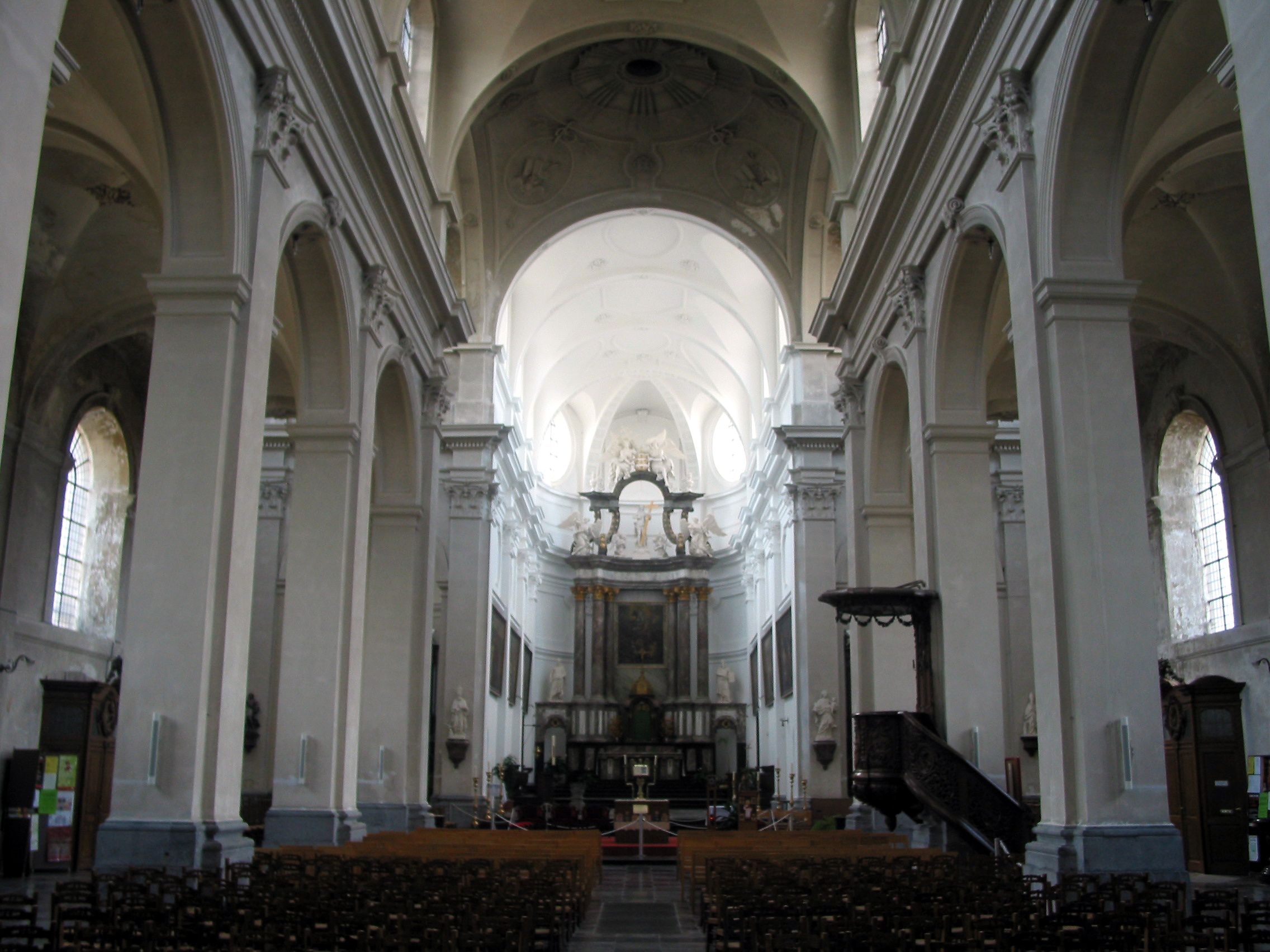
Bên trong St. Begge Collegiate
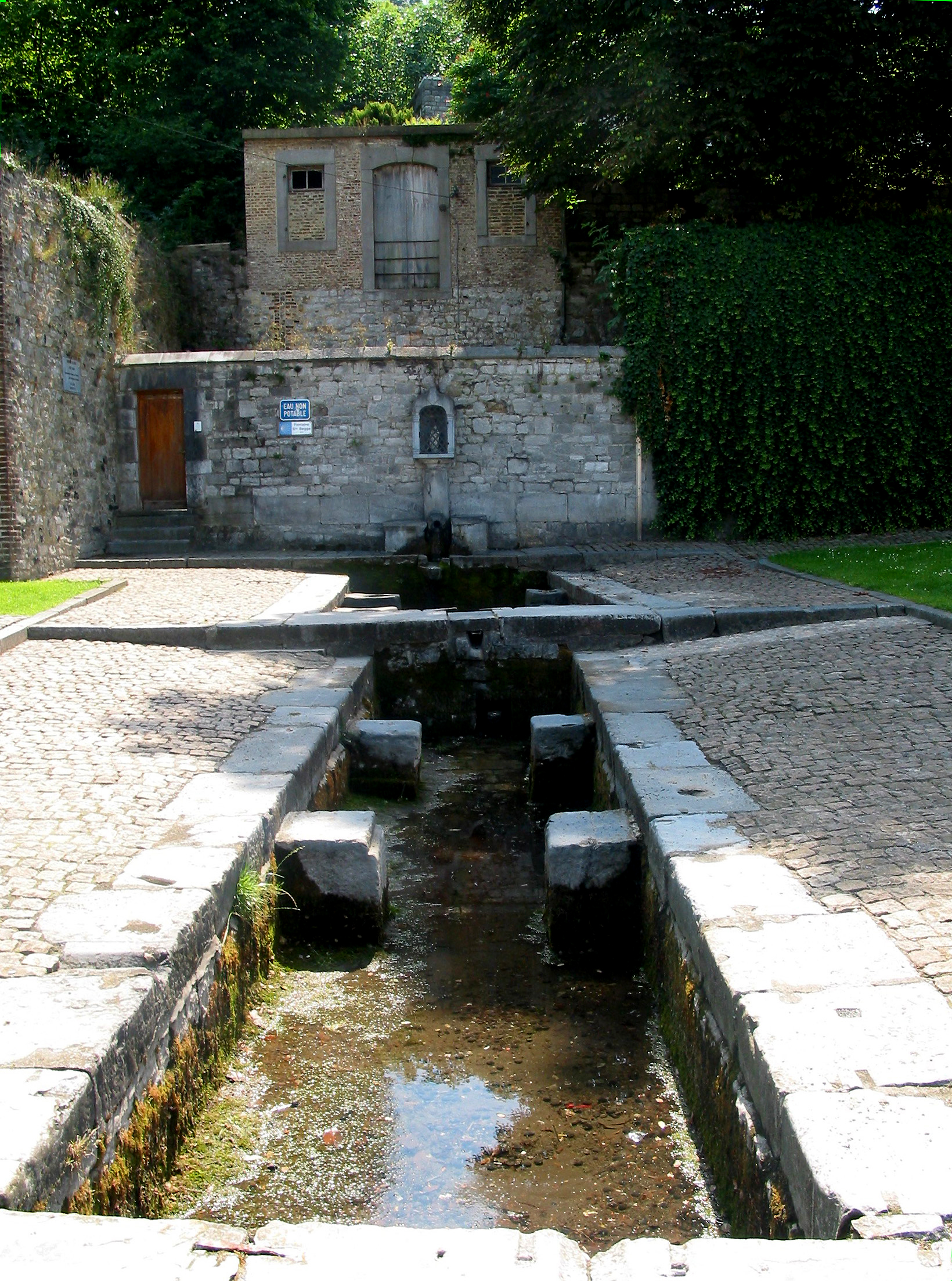
Đài nước St. Begge.
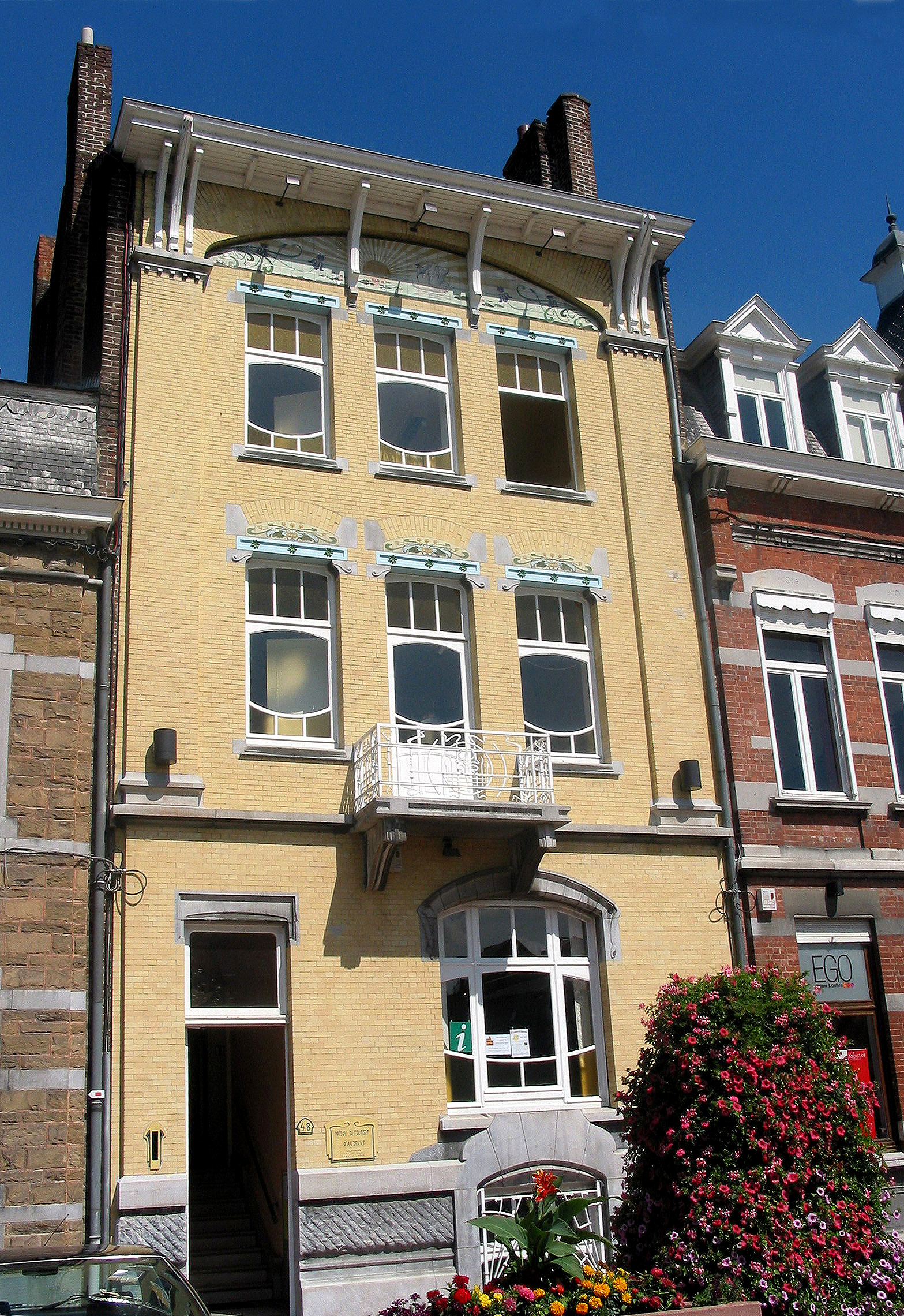
Văn phòng du lịch – nhà "Art Nouveau" (1907).
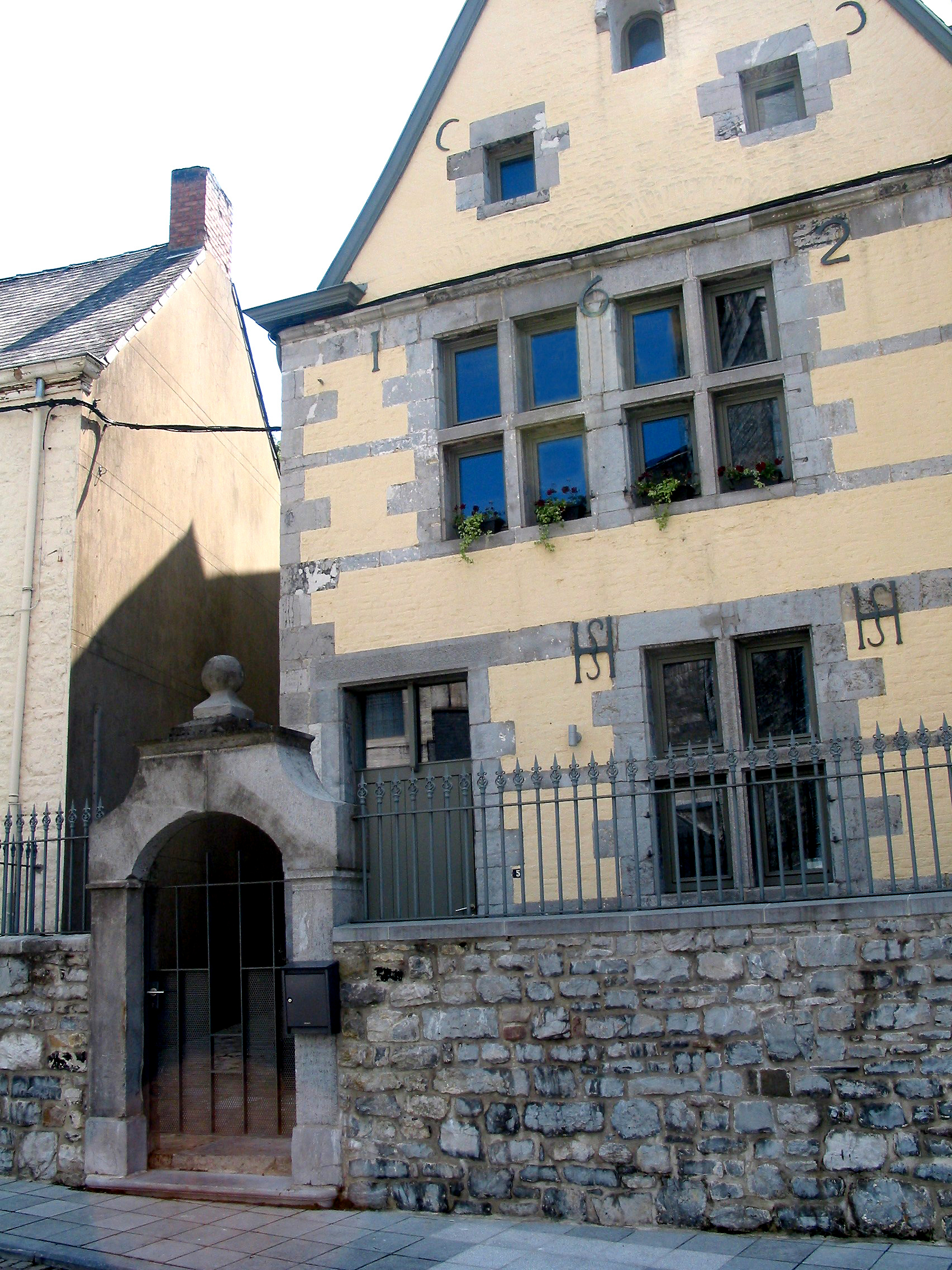
Nhà St. Begge (1623).
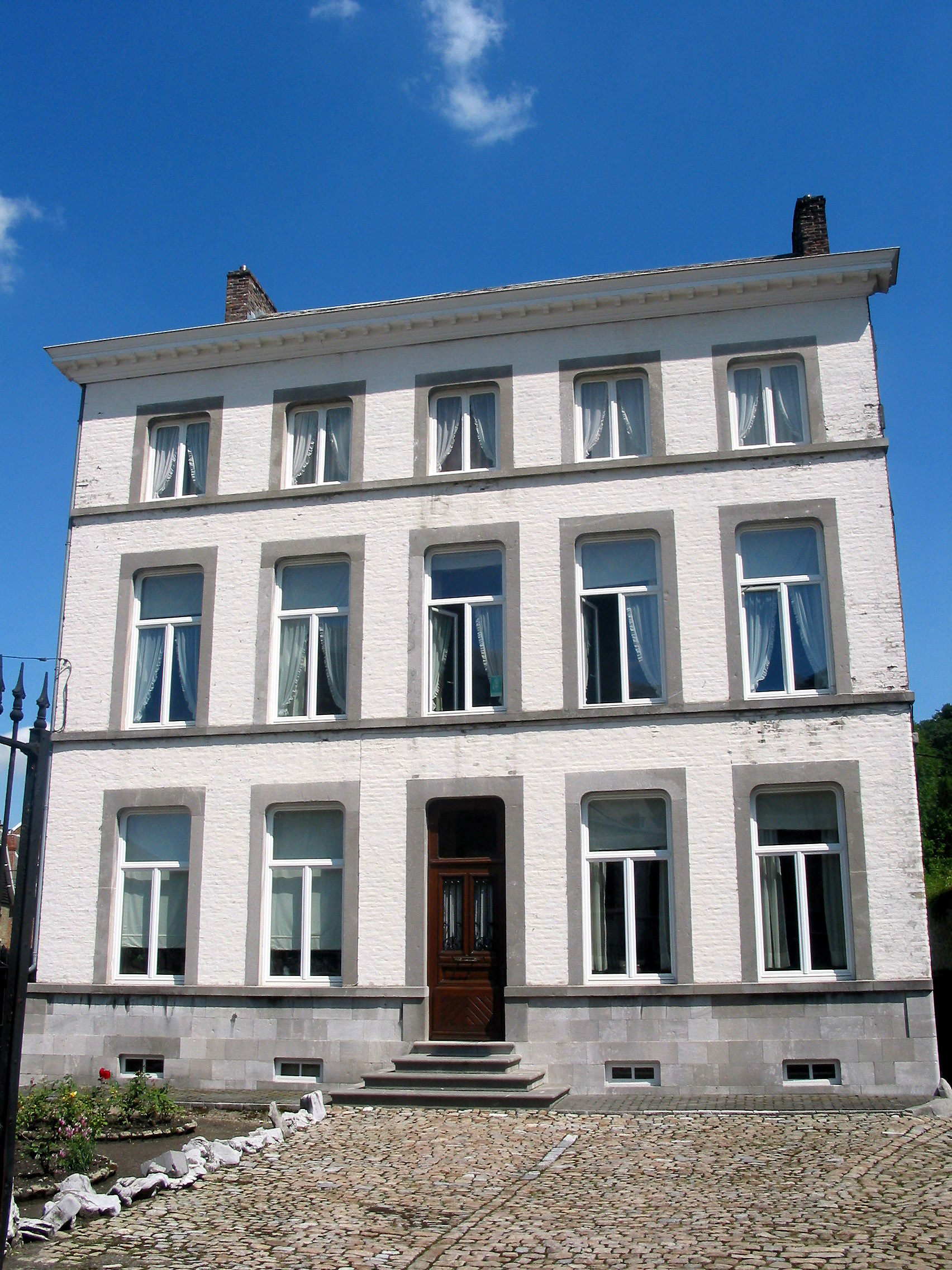
"Maison de Chanoinesses".